# Štěpánský zámeček
Zámeček Na Štěpáně, či jen Štěpánský zámeček je historizující budova z doby kolem roku 1860 stojící na křižovatce ulic Na Štěpáně (Pražská) a Mělnická, v katastru obce Obříství, zhruba na půli cesty mezi obcemi Obříství a Libiš, v okrese Mělník. V těsném sousedství zámečku je silniční Štěpánský most přes Labe, postavený roku 1912.

## Historie
Dříve než byl postaven most přes Labe, býval zde přívoz zvaný Na Štěpáně, stejně jako nejbližší okolí. Zámeček stojí na místě staršího stavení, o němž jsou zmínky z map z roku 1842. Nechal jej vybudovat pražský stavitel Jan Bělský.

## Externí odkazy

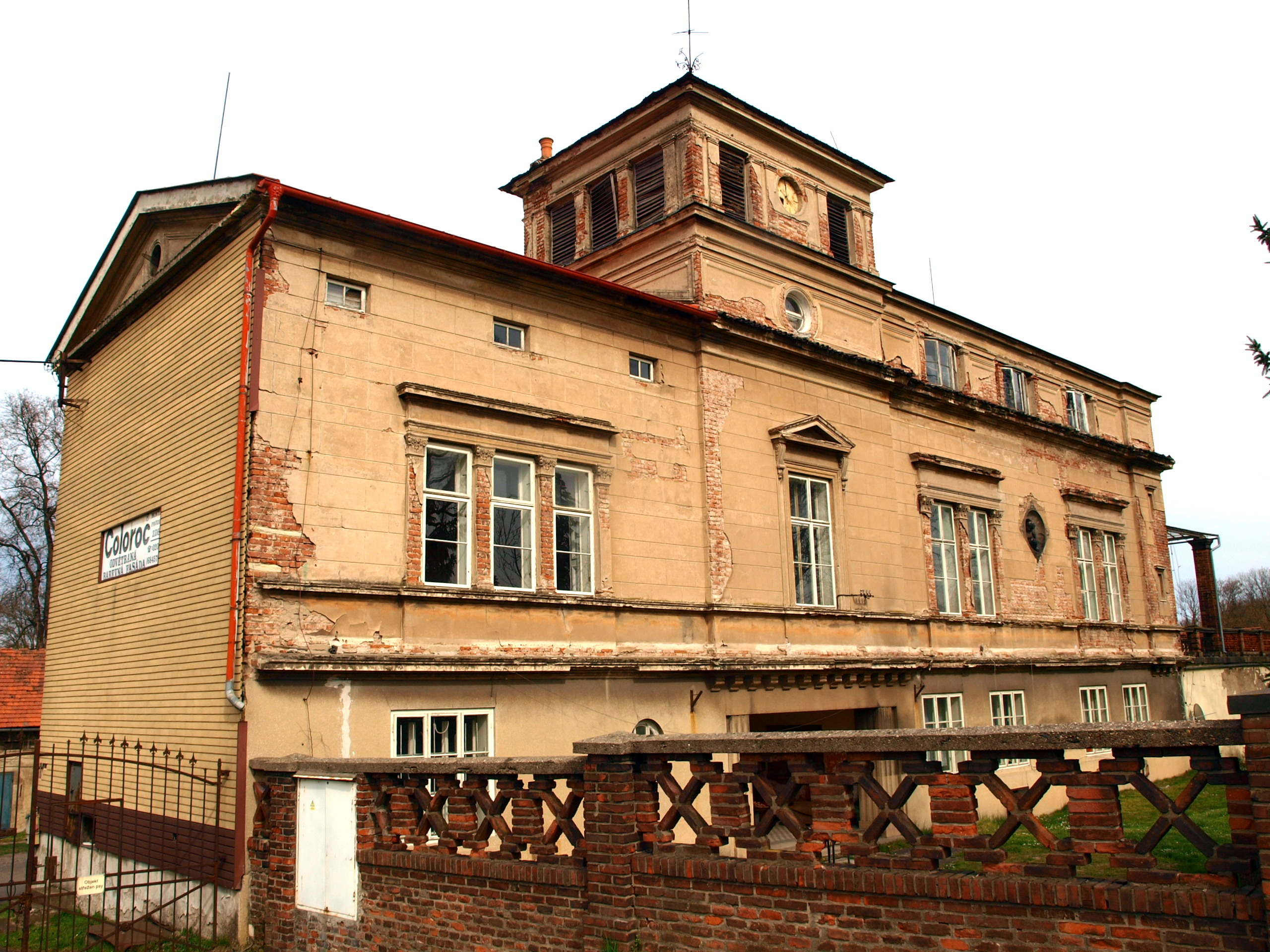
Zámeček Na Štěpáně